# Ababil
Ababil (ابابيل) é uma ave fabulosa mencionada no Alcorão e que teria sido enviada por Alá contra os abissínios, a fim de impedir que sitiassem a cidade de Meca, no ano em que nasceu Muhammad (570). 
O episódio está descrito na sura 105 do Alcorão, chamada de Al-Fil (O Elefante). Segundo a tradição, o nome da sura deriva de um elefante branco que os abissínios tinham; este animal causou uma impressão tão profunda nos árabes que estes chamaram o ano de 570 de "Am al-Fil" ou "O Ano do Elefante".